# Lança de fogo

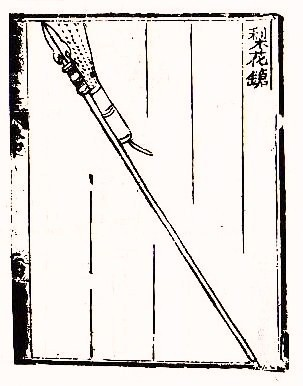
Ilustração de uma lança de fogo publicada no Huolongjing.

A lança de fogo, foi uma arma de pólvora muito antiga que apareceu na China do século X e foi usada com grande efeito durante as Guerras Jin–Sung. Ela começou como um pequeno dispositivo pirotécnico anexado a uma arma semelhante a uma lança, usado para obter uma vantagem crítica de choque logo no início de um combate corpo a corpo.
À medida que a produção da pólvora evoluiu, a descarga explosiva foi aumentada e detritos ou pelotas adicionados, dando-lhe alguns dos efeitos de uma combinação moderna de lança-chamas e espingarda, mas com um alcance muito curto (cerca de 3 metros ou 10 pés), e apenas um tiro (algumas foram projetadas para dois tiros). Em lanças de fogo maiores e mais poderosas posteriores, a ponta da lança foi descartada, pois essas versões eram muito pesadas para serem usadas em combate corpo a corpo. Elas são considerados uma "proto-arma", o antecessor do canhão de mão e a ancestral de todas as armas de fogo. Algumas lanças de fogo eram grandes demais para um único homem empunhar. Elas eram colocados no solo em uma estrutura de suporte que podem ser considerados "proto-canhões".

## Galeria

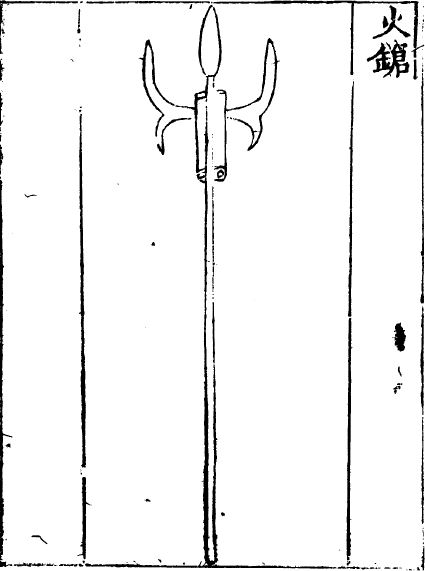
Uma lança de fogo dupla do Huolongjing. Supostamente disparadas em sequência.
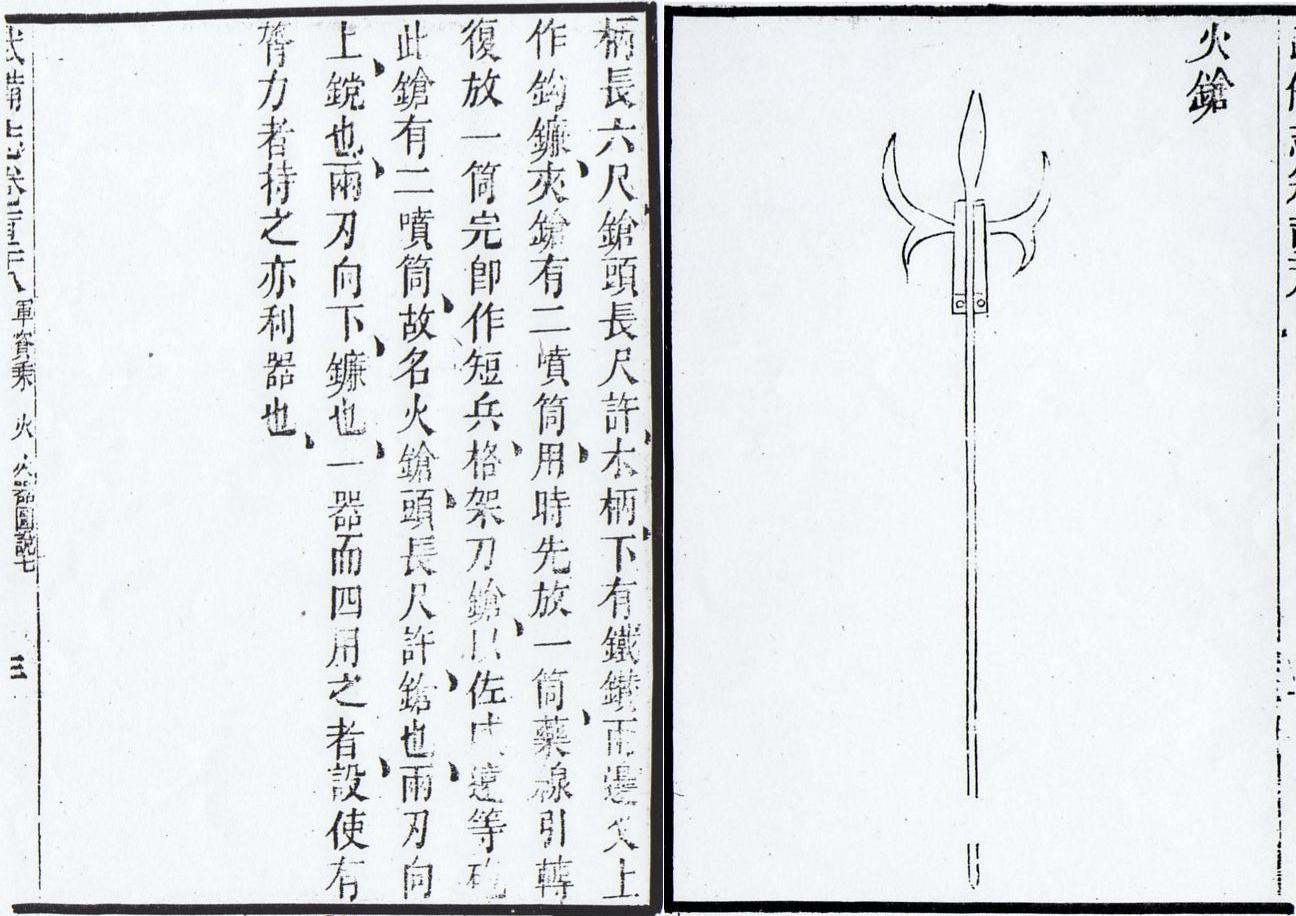
Uma lança de fogo publicada no Wubei Zhi.
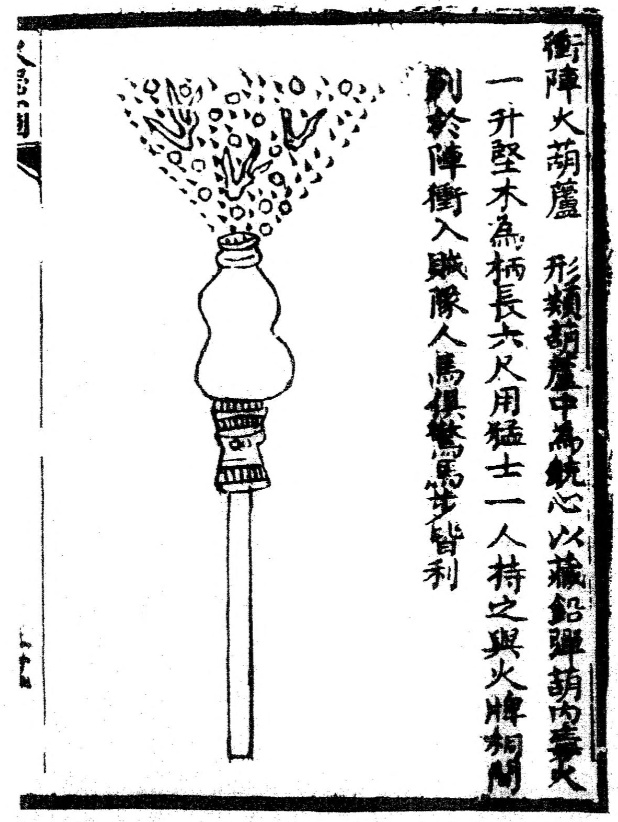
Um outro tipo de lança de fogo que continha uma carga de pelotas de chumbo, ilustração do Huolongjing.
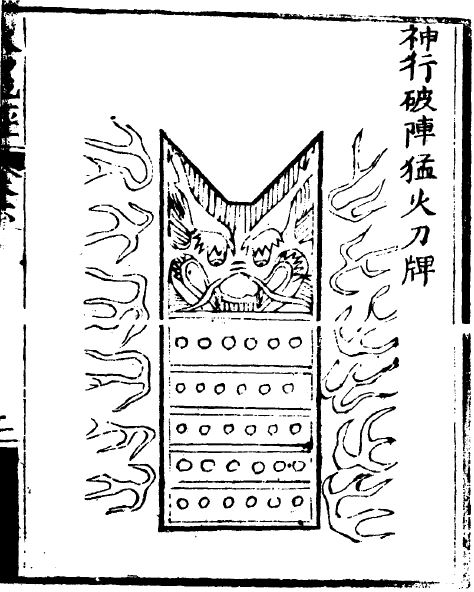
Um escudo com lanças de fogo nas laterais como publicado no Huolongjing, usado para quebrar as formações inimigas.
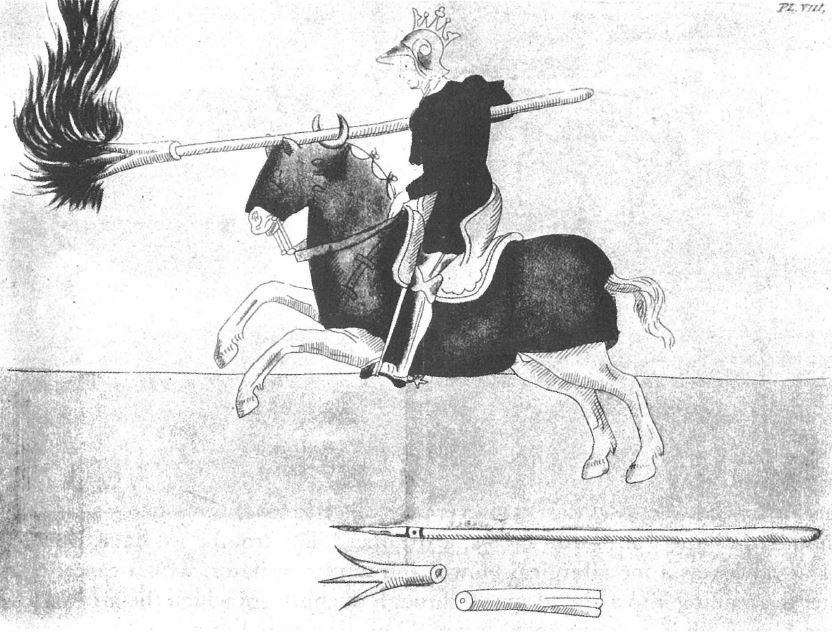
Um cavaleiro armado com uma lança de fogo ca. 1396.
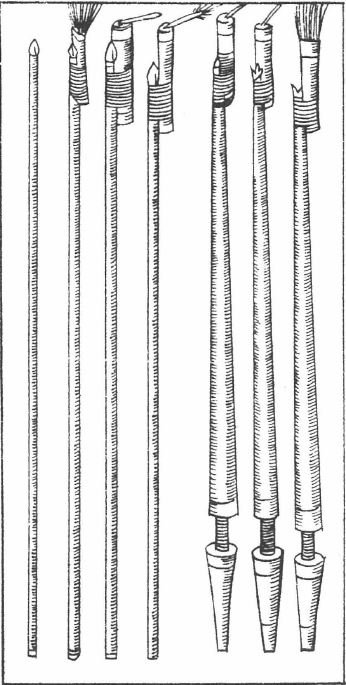
Ilustrações de lanças de fogo publicadas no De la pirotechnia por Vannoccio Biringuccio ca. 1540.